# Rhodophytina
Rhodophytina H.S. Yoon, K.M. Müller, R.G. Sheath, F.D. Ott & D. Bhattacharya, 2006, segundo o sistema de classificação de Hwan Su Yoon et al. (2006), é um subfilo de algas vermelhas unicelulares e pluricelulares do filo Rhodophyta.
- Subfilo novo, não existente em nemnhum dos sistemas de classificações anteriores.

## Classes

### Algas unicelulares
- Porphyridiophyceae H.S. Yoon, K.M. Müller, R.G. Sheath, F.D. Ott & D. Bhattacharya, 2006.
- Rhodellophyceae Cavalier-Smith, 1998.
- Stylonematophyceae H.S. Yoon, K.M. Müller, R.G. Sheath, F.D. Ott & D. Bhattacharya, 2006.

### Algas pluricelulares
- Bangiophyceae Wettstein, 1901.
- Compsopogonophyceae G.W. Saunders & Hommersand, 2004.
- Florideophyceae Cronquist, 1960.

- O sistema de classificação sintetizado de R.E. Lee (2008) não referenda como um subfilo, registra como uma classe, subdividida em ordens.